# Christopher Naliali
Christopher Naliali (Les Lilas, 8 marzo 1992) è un velocista francese naturalizzato ivoriano.

## Palmarès
| Anno | Manifestazione          | Sede        | Evento        | Risultato  | Prestazione | Note  |
| ---- | ----------------------- | ----------- | ------------- | ---------- | ----------- | ----- |
| 2014 | Campionati africani     | Marrakech   | 200 m piani   | Semifinale | 21"65       |       |
| 2015 | Giochi panafricani      | Brazzaville | 200 m piani   | dns        | dns         |       |
| 2015 | Giochi panafricani      | Brazzaville | 4×100 m       | Oro        | 38"93       |       |
| 2016 | Campionati africani     | Durban      | 100 m piani   | Semifinale | 10"62       |       |
| 2016 | Campionati africani     | Durban      | 200 m piani   | Semifinale | 20"97       |       |
| 2016 | Campionati africani     | Durban      | 4×100 m       | Argento    | 38"98       | [ 1 ] |
| 2017 | Universiade             | Taipei      | 200 m piani   | Batteria   | 21"82       |       |
| 2019 | Mondiali                | Doha        | 4×400 m       | 7º         | 3'03"06     |       |
| 2021 | World Relays            | Chorzów     | 4×400 m mista | Batteria   | 3'20"95     |       |
| 2022 | Giochi del Mediterraneo | Orano       | 400 m piani   | Batteria   | 46"56       |       |
| 2022 | Giochi del Mediterraneo | Orano       | 4×400 m       | 5º         | 3'05"35     |       |